# Overholt

Overholt von der Seite. Man erkennt den Overholt an seinen Spezifika:
1. atraumatische Backen,
2. einfaches Scharnier,
3. konische Branchen,
4. schlichte Rasten,
5. Brillengriff

Der so genannte Overholt ist eine leicht gebogene Präparierklemme mit spitz auslaufenden, aber abgerundeten Enden der Branchen ohne Bezahnung, nicht immer mit einem Schloss (im Bild als Raste bezeichnet) versehen, ein unersetzliches chirurgisches Instrument, welches in verschiedenen Größen und sogar in der Endoskopie vertreten ist. Es gehört der Gruppe der zufassenden Instrumente an.
Benannt wurde der Overholt nach dem Thoraxchirurgen und Lungenspezialisten Richard Overholt (1901–1990), Gründer der Overholt Thoracic Clinic in Boston, Massachusetts.

## Aufbau
Overholte sind in der Regel aus Edelstahl gefertigt. Dadurch sind sie gut sterilisierbar.
Der Griff ist mit einer Brille ausgeführt, da der Overholt keine Feder hat, und zum Öffnen seitwärts geschert werden muss. Er hat mitunter eine zweistufige Raste, aber es gibt auch Exemplare ohne Schloss (Schließe). Die Branchen sind lang aber kräftig ausgeführt. Da der Overholt in der Regel nicht zum Nähen verwandt wird, hat er ein schlichtes aber kräftiges Scharnier.

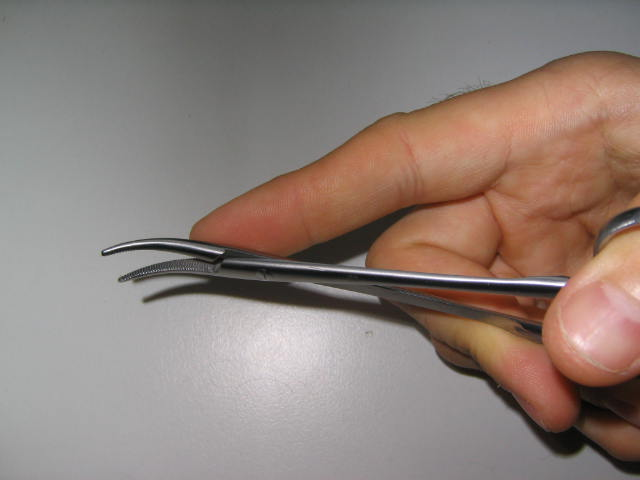
Hier sieht man die Backen eines kleinen Overholts. Sie sind geriffelt, um sicher zuzufassen, das Gewebe aber möglichst heil zu lassen. Im Gegensatz zum Mosquito hat der Overholt niemals einen Zahn. Auch sieht man gut die Biegung der Backenflächen. Overholte haben niemals Hartmetallauflagen.

Die Backen sind mit einer Riffelung versehen, die das Abrutschen vom Präparat verhindert. Sie sind in der Regel leicht seitwärts gebogen. Das geschieht aus drei Gründen:
1. Man kann am Overholt gut vorbeischauen und sieht so, was man gefasst hat.
2. Man kann den Overholt so gut an den Rand des OP-Gebietes legen und hat gute Sicht.
3. Er kann beim Knüpfen einer Ligatur so gehalten werden, dass man den Knoten mit dem Finger sicher herunterschieben kann.

Overholt-Klemmen sind in der Regel nicht mit Hartmetall belegt.

## Verwendung

Man sieht: der Overholt drückt das Gefäß sicher ab, indem er es rechtwinklig komprimiert. Dabei ragt er seitlich aus dem OP-Feld und behindert das Arbeiten auf diese Weise nicht.

Der Overholt ist die Standard-Präparierklemme:
1. Lockeres Gewebe wird durch Spreizen stumpf getrennt,
2. Gefäße können unterfahren und von Adventitia befreit werden,
3. Fäden (zwecks Ligatur), Gummizügel oder kleine Katheter können durchgezogen werden.
4. Kleine Arterien, die ins OP-Areal bluten, können mit gleichem Instrument abgeklemmt und aufgrund der gebogenen Form leicht mit einer Ligatur auf den Gefäßstumpf versehen werden.

Aber dies geht auch mit einer anderen kurzen gebogenen Klemme mit Schloss (kurze Gefäßklemme), der sogenannten Mosquito (Moskito), die im Gegensatz zum Overholt wegen ihrer Kürze für Präparationen ungeeignet ist.